# 藤野とも子
藤野 とも子（ふじの ともこ、1976年5月30日 - ）は、日本の女性声優。滋賀県出身。青二プロダクション所属。

## 来歴
青二塾東京校16期卒塾後、青二プロダクションに所属し、声優デビュー。

## 人物
音域はF - G＃。方言は関西弁、京都弁。
趣味・特技はスキューバダイビング、歌唱。
仲の良い声優に満仲由紀子・前田愛等が居る。
帰ってきたセンチメンタルナイトで鮒寿司の話が出たことがあるが、その時に満仲由紀子が述べた「滋賀県出身の友達」というのは藤野のことである。

## 出演

### テレビアニメ
時期不明
- それいけ!アンパンマン（ロン〈初代〉）

1996年
- ゲゲゲの鬼太郎（第4作）（子供妖怪B、女性B）

1998年
- まもって守護月天!（女生徒）

2000年
- サクラ大戦TV（女性A）

2001年
- 超GALS!寿蘭（4組の生徒）

2002年
- アクエリアンエイジ Sign for Evolution（女子アナ）
- サイキックアカデミー煌羅万象（ヒイメ）

2005年
- エレメンタル ジェレイド（アジェンナ）

2011年
- 俺たちに翼はない（狂夜）

2018年
- PERSONA5 the Animation（イセカイナビ音声、蝶野）

### OVA
- 湘南爆走族12 桜吹雪の卒業式（1999年、嶋田こずえ）

### ゲーム
1997年
- ROOMMATE〜井上涼子〜（井上涼子）
- ROOMMATE〜涼子 in Summer Vacation〜（井上涼子）

1998年
- 迦陵演義（姫、仙女）
- みさきアグレッシヴ!（シーナ/伊集院沙理奈）
- ROOMMATE3〜涼子 風の輝く朝に〜（井上涼子）

1999年
- エレメンタルアーツ
- グローランサー（秘書、ジーナ）
- ゲッターロボ大決戦!（リンダ・ティラミス）
- 奏（騒）楽都市OSAKA（宝亀院栄・崎竜胆）
- パチンコセクシーリアクション2（キャシィ）
- ぽけかの（緑川野乃）

2005年
- 悪魔城ドラキュラ 闇の呪印（ジュリア・ラフォレーゼ）
- DEAD OR ALIVE 4（美夜子）

2006年
- Riviera 〜約束の地リヴィエラ〜（レディア、リッツ）
- ルーンファクトリー -新牧場物語-（リネット少佐）
- レッスルエンジェルス サバイバー（RIKKA、オーガ朝比奈）

2008年
- ユグドラ・ユニオン（アイギナ、ルシエナ）
- レッスルエンジェルス サバイバー2（RIKKA、オーガ朝比奈）

2016年
- ペルソナ5（蝶野）

2019年
- ペルソナ5 ザ・ロイヤル（蝶野）

### ドラマCD
- オーバーレヴ・アンシャントロマン（リリア）
- 少年舞妓・千代菊がゆく!（岡村美希也 / 千代菊）
- テイルズ オブ エターニア（ロザージュ、プルーマ）
- トゥルー・ラブストーリーvol.3（弥生の母）
- 緑のアルダ（アナンシア）
- ラブモンスター（大空京子）
- ルームメイト井上涼子〜涼子の学園生活1・2（井上涼子）

### 音楽CD
- もしもあなたにここであえたら
- FLOWER
- あいたかった
- LOVE MONEY / おせっかい（CRESCENT MOON名義）

### その他
- 直撃!!ウワサの5人（ナレーション）
- 中居正広の金曜日のスマたちへ（マサヒロップ王子の声）
- 100分de名著（声の出演）